# Roskovec
Roskovec este un oraș din Albania în Districtul Fier. Are o populație de circa 25.000 de locuitori.
1. ↑  GeoNames